# Sergey Fyodorovich Akhromeyev
Sergey Fyodorovich Akhromeyev (tiếng Nga: Серге́й Фёдорович Ахроме́ев; 05/5/1923 – 24/8/1991) là một Nguyên soái Liên Xô, Anh hùng Liên Xô, Tổng Tham mưu trưởng Quân đội Liên Xô.
Akhromeyev nguyên là một hạ sĩ quan bộ binh hải quân trong chiến tranh Xô - Đức, chiến đấu tại mặt trận Leningrad. Trong cuộc chiến tranh đó, có lần ông được giao giữ một chốt chặn trên đường phố, Akhromeyev đã dũng cảm hoàn thành nhiệm vụ mặc dù trận chiến đấu đó vô cùng ác liệt.
Thời kỳ 1984-1988, Akhromeyev là Tổng Tham mưu trưởng các lực lượng vũ trang Liên Xô. Ở cương vị đó, ông đã tham gia các cuộc hội đàm kết thúc Chiến tranh Lạnh. Song, dần dần ông trở nên bất mãn với đường lối cải cách quân đội của Mikhail Gorbachev và đã từ nhiệm. Hồi đó, Gorbachev đã ra lệnh giảm số lượng tên lửa đạn đạo tối tân và chính xác nhất của Quân đội Liên Xô lúc đó là OTR-23 Oka (SS-23 Spider) theo Hiệp ước Lực lượng Hạt nhân tầm trung.
Tháng 3/1990, ông làm cố vấn về các vấn đề quân sự cho Tổng thống Liên Xô.
Trong cuộc chính biến tháng 8 năm 1991, Akhromeyev đã từ nơi nghỉ dưỡng ở Sochi quay về Moskva để trợ giúp các nhà lãnh đạo cuộc chính biến do Gennady Yanayev đứng đầu, mặc dù ông không tham gia chính biến trên danh nghĩa. Sau khi cuộc chính biến thất bại và Đảng Cộng sản Liên Xô bị đình chỉ hoạt động, Akhromeyev đã tự vẫn ở phòng làm việc của mình trong điện Kremli.
Ông để lại lời nhắn cho người thân, giải thích lý do tự vẫn là bởi sự đau lòng khi chứng kiến sự tan vỡ của đất nước mà mình cùng hàng triệu đồng đội đã hy sinh cả đời để cống hiến. Trong bức thư tuyệt mệnh, ông để lại sự phẫn nộ và than thở: "Tất cả những gì tôi phấn đấu cho Đảng đều đã tiêu tan... Tôi không thể sống khi tổ quốc của tôi bị hủy hoại và mọi thứ mà tôi coi là ý nghĩa nhất trong cuộc đời mình bị phá hủy. Tuổi tác và quá khứ của tôi đã cho tôi quyền được chết. Tôi đã chiến đấu đến cùng. Akhromeev. Ngày 24 tháng 8 năm 1991"
Đô đốc Mỹ William D. Crowe nói: "Nguyên soái Sergei Akhromeev là bạn của tôi. Vụ tự sát của ông là một bi kịch phản ánh những cơn co giật làm rung chuyển Liên Xô. Ông ấy là một người cộng sản, một người yêu nước và một người lính. Và tôi nghĩ đó là những gì ông ấy sẽ nói về bản thân."
Ông được chôn cất vào ngày 1 tháng 9 năm 1991 tại nghĩa trang Troekurovsky. Trên bia mộ của Nguyên soái có gắn những huy hiệu của Liên Xô và khắc 3 từ "Người Cộng sản. Người yêu nước. Người lính" («Коммунист. Патриот. Солдат»).

## Huân chương và danh hiệu
Ông từng được tưởng thưởng rất nhiều huân, huy chương cao quý của Nhà nước và quân đội Liên Xô cũng như nước ngoài, trong đó có 4 Huân chương Lenin và 2 Huân chương Cờ Đỏ. Quân đội Việt Nam từng tặng ông Huân chương Quân công hạng nhất.
Soviet awards
- Anh hùng Liên Xô (7/5/1982)
- Huân chương Lenin, 4 lần (23/2/1971, 21/2/1978, 28/4/1980, 7/5/1982)
- Huân chương Cách mạng Tháng Mười (1/7/1988)
- Huân chương Sao Đỏ, hai lần (15/9/1943, 30/12/1956)
- HUân chương Chiến tranh ái quốc, hạng 1 (6/4/1985)
- Giải thưởng Lenin (1980)

Giải thưởng nước ngoài
- Huân chương Sukhbaatar (Mông Cổ, 1981)
- Huân chương Scharnhorst (Cộng hòa Dân chủ Đức, 1983)
- Huân chương Georgi Dimitrov (Bulgaria, 1988)
- Huân chương Cộng hòa Nhân dân Bulgaria", hạng 1 (Bulgaria, 1985)
- Huân chương Cờ đỏ (Tiệp Khắc, 1982)
- Huân chương Quân công hạng nhất (Việt Nam, 1985)
- Huân chương Cờ đỏ (Afghanistan, 1982)
- Huân chương Cách mạng Saur (Afghanistan, 1984)